# هنري بيكون
هنري بيكون (بالإنجليزية: Henry Bacon)‏ هو مهندس معماري أمريكي، ولد في 28 نوفمبر 1866 في واتسكا في الولايات المتحدة، وتوفي في 17 فبراير 1924 في نيويورك في الولايات المتحدة بسبب سرطان.

## وصلات خارجية
- هنري بيكون على موقع الموسوعة البريطانية (الإنجليزية)